# Koperstaartglansspreeuw
De koperstaartglansspreeuw (Hylopsar cupreocauda synoniem: Lamprotornis cupreocauda) is een vogelsoort uit de familie Sturnidae.

## Kenmerken
De vogel is blauw van kleur en heeft gele ogen.

## Verspreiding en leefgebied
Deze soort komt voor in Ivoorkust, Ghana, Guinee, Liberia en Sierra Leone.